# Patti Hogan
| jaar | rang enkelspel | rang dubbelspel |
| ---- | -------------- | --------------- |
| 1975 | 76             | –               |
| 1976 | 68             | –               |

Patti Hogan (San Diego, 21 december 1949) is een voormalig tennisspeelster uit de Verenigde Staten van Amerika. Op de nationale ranglijst van de VS bereikte zij de vijfde plaats, in 1969 en 1970. Zij was actief in het (pre)professionele tennis van 1964 tot en met 1977. Op 19 december 1976 trad zij in het huwelijk met Ian McLennan Fordyce. Bij haar laatst bekende optreden, op Wimbledon 1977, speelde zij onder de naam Fordyce.

## Loopbaan

### Speelstijl
Hogan had al op haar veertiende groot talent, maar zij was ook heetgebakerd en grof-in-de-mond. Dat kwam haar wel eens op een diskwalificatie te staan.

### Enkelspel
Hogan speelde al als veertienjarige op toernooien voor volwassenen. Zo bereikte zij in januari 1964 de finale van het Los Angeles Metropolitan-kampioenschap – zij verloor de eindstrijd van landgenote Joan Johnson. Later dat jaar won zij haar eerste bekende titel, op het San Diego Metropolitan-toernooi waar zij Valerie Ziegenfuss in de finale versloeg. In 1965 nam zij revanche op Johnson tijdens de finale van het West Hollywood-kampioenschap. Enkele maanden later won zij een finale van Dorothy Bundy-Cheney, op het  La Jolla Summer Tournament, wat zij een jaar later herhaalde.
In de periode 1967–1977 nam Hogan jaarlijks deel aan Wimbledon – in 1968 bereikte zij daar de vierde ronde. In de maanden mei/juni/juli verbleef zij dan in Engeland, waar zij aan diverse toernooien deelnam en ook vaak de finale bereikte.
Haar beste jaren waren 1969 en 1970, toen zij op de ranglijst van Amerikaanse speelsters de vijfde plaats bereikte. In die periode bereikte zij negen finales, waarvan zij er twee won.
Haar beste resultaat op de grandslamtoernooien is het bereiken van de kwartfinale, op Wimbledon 1972. Haar mooiste overwinning is die op Martina Navrátilová, tijdens de derde ronde van Wimbledon 1973. Haar hoogst bekende notering op de WTA-ranglijst is de 68e plaats, die zij bereikte in december 1976.

### Dubbelspel
Hogan behaalde in het dubbelspel betere resultaten dan in het enkelspel. Twee weken voor haar veertiende verjaardag bereikte zij al een finale, op het US Hardcourt-toernooi in La Jolla, samen met landgenote Tory Fretz. Bijna een jaar later, in oktober 1964, won zij haar eerste bekende titel, op het San Diego Metropolitan-toernooi waar zij ook al de enkelspeltitel had gewonnen – samen met landgenote Vicky Rogers versloeg zij nogmaals haar enkelspel-opponente Valerie Ziegenfuss (die werd geflankeerd door Robyn? Berry).
Partners met wie zij veel finales bereikte, waren Peggy Michel (tienmaal in 1966–1970), Sharon Walsh (tienmaal in 1970–1974) en Greer Stevens (driemaal in 1975). In totaal won zij zeker zestien titels.
Haar beste resultaat op de grandslamtoernooien is het bereiken van de finale, op Wimbledon 1969, samen met landgenote Peggy Michel.

#### Gemengd dubbelspel
In deze discipline bereikte Hogan de halve finale op het US Open 1968, aan de zijde van landgenoot Paul Sullivan.

### Tennis in teamverband
In de periode 1971–1973 maakte Hogan deel uit van het Amerikaanse Fed Cup-team – zij vergaarde daar een winst/verlies-balans van 7–4.
Bij de Wightman Cup vertegenwoordigde zij de Verenigde Staten tweemaal: in 1972 (winst met 5–2) en in 1973 (eveneens winst met 5–2).

## Palmares

### WTA-finaleplaatsen enkelspel
| nr.              | finale     | toernooi         | ondergrond | tegenstandster       | score          | ref    |
| ---------------- | ---------- | ---------------- | ---------- | -------------------- | -------------- | ------ |
| gewonnen finales |            |                  |            |                      |                |        |
| 01.              | 1964-10-25 | WTA San Diego    | hardcourt  | Valerie Ziegenfuss   | 8-6, 1-6, 6-1  | [ 11 ] |
| 02.              | 1965-07-11 | WTA La Jolla     | hardcourt  | Dorothy Bundy-Cheney | 6-2, 6-4       | [ 13 ] |
| 03.              | 1966-07-10 | WTA La Jolla     | hardcourt  | Dorothy Bundy-Cheney | 5-7, 6-3, 6-4  | [ 14 ] |
| 04.              | 1967-07-15 | WTA Felixstowe   | gras       | Lynn Abbes           | 6-2, 6-3       | [ 17 ] |
| 05.              | 1968-03-17 | WTA Phoenix      | hardcourt  | Tory Fretz           | 6-2, 6-4       | [ 18 ] |
| 06.              | 1968-05-12 | WTA Los Angeles  | hardcourt  | Tory Fretz           | 6-2, 8-6       | [ 19 ] |
| 07.              | 1969-08-03 | WTA South Orange | gras       | Kristy Pigeon        | 3-6, 6-3, 6-4  | [ 20 ] |
| 08.              | 1970-06-13 | WTA Beckenham    | gras       | Olga Morozova        | 6-1, 6-3       | [ 21 ] |
| 09.              | 1971-06-05 | WTA Manchester   | gras       | Kristien Kemmer      | 6-2, 3-6, 6-3  | [ 22 ] |
| 10.              | 1972-06-10 | WTA Manchester   | gras       | Esmé Emanuel         | 6-2, 6-3       | [ 23 ] |
| 11.              | 1973-07-21 | WTA Hoylake      | gras       | Sharon Walsh         | 11-9, 4-6, 6-4 | [ 24 ] |
| verloren finales |            |                  |            |                      |                |        |
| 01.              | 1966-05-22 | WTA La Jolla     | hardcourt  | Billie Jean King     | 5-7, 0-6       | [ 25 ] |
| 02.              | 1966-09-25 | WTA Los Angeles  | hardcourt  | Maria Bueno          | 2-6, 2-6       | [ 26 ] |
| 03.              | 1967-02-28 | WTA San Rafael   | tapijt (i) | Billie Jean King     | 3-6, 6-8       | [ 27 ] |
| 04.              | 1969-03-23 | WTA Phoenix      | hardcourt  | Nancy Richey         | 2-6, 0-6       | [ 28 ] |
| 05.              | 1969-06-07 | WTA Manchester   | gras       | Mary-Ann Eisel       | 4-6, 4-6       | [ 29 ] |
| 06.              | 1970-03-01 | WTA US Indoor    | tapijt (i) | Mary-Ann Curtis      | 6-0, 3-6, 4-6  | [ 30 ] |
| 07.              | 1970-05-09 | WTA Guildford    | gravel     | Margaret Court       | 4-6, 2-6       | [ 31 ] |
| 08.              | 1970-05-30 | WTA Surbiton     | gras       | Ann Haydon-Jones     | 6-2, 3-6, 4-6  | [ 32 ] |
| 09.              | 1970-07-11 | WTA Newport      | gras       | Evonne Goolagong     | 0-6, 6-8       | [ 33 ] |
| 10.              | 1970-08-31 | WTA South Orange | gras       | Kerry Melville       | 6-7, 4-6       | [ 34 ] |
| 11.              | 1971-04-04 | WTA Durban       | hardcourt  | Margaret Court       | 2-6, 1-6       | [ 35 ] |
| 12.              | 1971-07-24 | WTA Leicester    | gras       | Evonne Goolagong     | 2-6, 4-6       | [ 36 ] |
| 13.              | 1972-06-03 | WTA Surbiton     | gras       | Joyce Williams       | 4-6, 3-6       | [ 37 ] |
| 14.              | 1974-07-20 | WTA Hoylake      | gras       | Jackie Fayter        | 0-6, 5-7       | [ 38 ] |
| 15.              | 1975-05-31 | WTA Surbiton     | gras       | Greer Stevens        | 1-6, 4-6       | [ 39 ] |
| 16.              | 1975-06-14 | WTA Beckenham    | gras       | Greer Stevens        | 6-4, 3-6, 4-6  | [ 40 ] |

### WTA-finaleplaatsen vrouwendubbelspel
| nr.              | finale     | toernooi            | ondergrond | partner          | tegenstandsters                      | score           | ref     |
| ---------------- | ---------- | ------------------- | ---------- | ---------------- | ------------------------------------ | --------------- | ------- |
| gewonnen finales |            |                     |            |                  |                                      |                 |         |
| 01.              | 1964-10-25 | WTA San Diego       | hardcourt  | Vicky Rogers     | Valerie Ziegenfuss Robyn? Berry      | 6-3, 6-4        | [ 11 ]  |
| 02.              | 1965-07-11 | WTA La Jolla        | hardcourt  | Mary Prentiss    | Winnie McCoy Marilyn? Joseph         | 6-2, 6-1        | [ 13 ]  |
| 03.              | 1966-05-08 | WTA Los Angeles     | hardcourt  | Peggy Michel     | Tory Fretz Carole Loop               | 6-4, 7-5        | [ 41 ]  |
| 04.              | 1968-10-06 | WTA La Jolla        | hardcourt  | Maryna Godwin    | Janie Freeman Valerie Ziegenfuss     | 6-2, 6-2        | [ 42 ]  |
| 05.              | 1969-03-23 | WTA Phoenix         | hardcourt  | Peggy Michel     | Esmé Emanuel Cecilia Martinez        | 3-6, 6-3, 6-1   | [ 28 ]  |
| 06.              | 1970-06-13 | WTA Beckenham       | gras       | Peggy Michel     | Patricia Edwards Evonne Goolagong    | 6-3, 6-4        | [ 21 ]  |
| 07.              | 1970-10-17 | WTA Edinburgh       | tapijt (i) | Françoise Dürr   | Betty Stöve Sharon Walsh             | 10-8, 3-6, 11-9 | [ 43 ]  |
| 08.              | 1971-01-10 | WTA Hobart          | gras       | Olga Morozova    | Brenda Kirk Laura Rossouw            | 6-2, 6-0        | [ 44 ]  |
| 09.              | 1971-06-05 | WTA Manchester      | gras       | Nell Truman      | Esmé Emanuel Cecilia Martinez        | walk-over       | [ 22 ]  |
| 10.              | 1973-03-25 | WTA Akron           | tapijt (i) | Sharon Walsh     | Patricia Bostrom Michèle Gurdal      | 7-5, 6-4        | [ 45 ]  |
| 11.              | 1973-04-08 | WTA Sarasota        | gravel     | Sharon Walsh     | Martina Navrátilová Marie Neumannová | 4-6, 6-0, 6-3   | [ 46 ]  |
| 12.              | 1973-08-19 | WTA Indianapolis    | gravel     | Sharon Walsh     | Fiorella Bonicelli Isabel Fernández  | 6-4, 6-4        | [ 47 ]  |
| 13.              | 1974-03-24 | WTA Florida         | gravel     | Mimmi Wikstedt   | Miroslava Koželuhová Renáta Tomanová | 6-7, 6-4, 7-6   | [ 48 ]  |
| 14.              | 1975-05-24 | WTA Guildford       | gravel     | Greer Stevens    | Lesley Charles Sue Mappin            | 6-0, 6-3        | [ 49 ]  |
| 15.              | 1975-05-31 | WTA Surbiton        | gras       | Greer Stevens    | Lindsay Blachford Judy Dalton        | 7-9, 6-1, 9-7   | [ 39 ]  |
| 16.              | 1975-06-14 | WTA Beckenham       | gras       | Delina Boshoff   | Judy Dalton Karen Krantzcke          | 3-6, 9-7, 7-5   | [ 40 ]  |
| verloren finales |            |                     |            |                  |                                      |                 |         |
| 01.              | 1963-12-08 | WTA La Jolla        | hardcourt  | Tory Fretz       | Darlene Hard Paulette Verzin         | 6-3, 2-6, 3-6   | [ 50 ]  |
| 02.              | 1968-03-17 | WTA Phoenix         | hardcourt  | Peggy Michel     | Mary-Ann Eisel Kathleen Harter       | 11-13, 2-6      | [ 18 ]  |
| 03.              | 1968-05-12 | WTA Los Angeles     | hardcourt  | Janet Newberry   | Stephanie Grant Debby Pruitt         | 3-6, 1-6        | [ 19 ]  |
| 04.              | 1968-07-13 | WTA Dublin          | gras       | Margaret Court   | Rosie Casals Ann Haydon-Jones        | 3-6, 5-7        | [ 51 ]  |
| 05.              | 1968-08-11 | WTA Locust Valley   | gras       | Peggy Michel     | Mary-Ann Eisel Karen Krantzcke       | 0-6, 3-6        | [ 52 ]  |
| 06.              | 1968-08-18 | WTA Manchester      | gras       | Peggy Michel     | Maria Bueno Margaret Court           | 1-6, 2-6        | [ 53 ]  |
| 07.              | 1969-02-23 | WTA US Indoor       | tapijt (i) | Peggy Michel     | Mary-Ann Eisel Valerie Ziegenfuss    | 1-6, 3-6        | [ 54 ]  |
| 08.              | 1969-07-06 | Wimbledon           | gras       | Peggy Michel     | Margaret Court Judy Tegart           | 7-9, 2-6        | details |
| 09.              | 1969-08-03 | WTA South Orange    | gras       | Peggy Michel     | Mary-Ann Curtis Valerie Ziegenfuss   | regen           | [ 20 ]  |
| 10.              | 1969-08-06 | WTA Locust Valley   | gras       | Peggy Michel     | Margaret Court Kerry Harris          | 6-8, 4-6        | [ 55 ]  |
| 11.              | 1970-02-15 | WTA Dallas          | tapijt (i) | Mary-Ann Curtis  | Rosie Casals Billie Jean King        | 8-10, 3-6       | [ 56 ]  |
| 12.              | 1970-07-11 | WTA Newport         | gras       | Ann Haydon-Jones | Rosie Casals Judy Dalton             | 3-6, 2-6        | [ 33 ]  |
| 13.              | 1970-10-04 | WTA Berkeley        | hardcourt  | Judy Dalton      | Lesley Hunt Kristy Pigeon            | 2-6, 3-6        | [ 57 ]  |
| 14.              | 1970-12-26 | WTA Adelaide        | gras       | Sharon Walsh     | Kerry Harris Olga Morozova           | 6-8, 8-6, 3-6   | [ 58 ]  |
| 15.              | 1971-07-24 | WTA Leicester       | gras       | Barbara Hawcroft | Judy Dalton Evonne Goolagong         | 6-8, 4-6        | [ 36 ]  |
| 16.              | 1971-10-16 | WTA Edinburgh       | tapijt (i) | Nell Truman      | Evonne Goolagong Julie Heldman       | 3-6, 0-6        | [ 59 ]  |
| 17.              | 1972-08-27 | WTA South Orange    | gras       | Carole Graebner  | Marina Krosjina Olga Morozova        | 7-6, 2-6, 2-6   | [ 60 ]  |
| 18.              | 1972-10-22 | WTA Billingham      | tapijt (i) | Sharon Walsh     | Margaret Court Virginia Wade         | 3-6, 2-6        | [ 61 ]  |
| 19.              | 1973-05-19 | WTA Guildford       | gravel     | Sharon Walsh     | Lesley Charles Glynis Coles          | gedeeld         | [ 62 ]  |
| 20.              | 1973-07-14 | WTA Newport         | gras       | Sharon Walsh     | Dianne Fromholtz Julie Heldman       | 5-1, gedeeld    | [ 63 ]  |
| 21.              | 1973-07-21 | WTA Hoylake         | gras       | Sharon Walsh     | Karen Krantzcke Virginia Wade        | 7-5, 4-6, 1-6   | [ 24 ]  |
| 22.              | 1974-02-10 | WTA Fort Lauderdale | gravel     | Sharon Walsh     | Françoise Dürr Betty Stöve           | 3-6, 2-6        | [ 64 ]  |
| 23.              | 1974-05-26 | WTA Bournemouth     | gravel     | Sharon Walsh     | Julie Heldman Virginia Wade          | 2-6, 2-6        | [ 65 ]  |
| 24.              | 1974-07-20 | WTA Hoylake         | gras       | Wendy Paish      | Jenny Dimond Dianne Fromholtz        | 7-9, 3-6        | [ 38 ]  |
| 25.              | 1975-06-07 | WTA Chichester      | gras       | Greer Stevens    | Judy Dalton Karen Krantzcke          | 6-4, 1-6, 4-6   | [ 66 ]  |

## Resultaten grandslamtoernooien
| Legenda | Legenda                          |
| ------- | -------------------------------- |
| g.t.    | geen toernooi gehouden           |
| l.c.    | lagere categorie                 |
| –       | niet deelgenomen                 |
| G       | uitgeschakeld in de groepsfase   |
| 1R      | uitgeschakeld in de eerste ronde |
| 2R      | uitgeschakeld in de tweede ronde |
| 3R      | uitgeschakeld in de derde ronde  |
| 4R      | uitgeschakeld in de vierde ronde |
| KF      | uitgeschakeld in de kwartfinale  |
| HF      | uitgeschakeld in de halve finale |
| F       | de finale verloren               |
| W       | het toernooi gewonnen            |
| w-v     | winst/verlies-balans             |

### Enkelspel
| toernooi        | 1967 | 1968 | 1969 | 1970 | 1971 | 1972 | 1973 | 1974 | 1975 | 1976 | 1977 | 1977 |
| --------------- | ---- | ---- | ---- | ---- | ---- | ---- | ---- | ---- | ---- | ---- | ---- | ---- |
| Australian Open | –    | –    | –    | –    | 2R   | –    | –    | –    | –    | –    | –    | –    |
| Roland Garros   | –    | –    | –    | –    | –    | –    | 1R   | –    | –    | –    | –    | –    |
| Wimbledon       | 1R   | 4R   | 2R   | 1R   | 1R   | KF   | 4R   | 4R   | 3R   | 2R   | 1R   | 1R   |
| US Open         | –    | 3R   | 1R   | 2R   | 1R   | 1R   | 1R   | 3R   | 1R   | –    | –    | –    |

### Vrouwendubbelspel
| toernooi        | 1968 | 1969 | 1970 | 1971 | 1972 | 1973 | 1974 | 1975 | 1976 |
| --------------- | ---- | ---- | ---- | ---- | ---- | ---- | ---- | ---- | ---- |
| Australian Open | –    | –    | –    | KF   | –    | –    | –    | –    | –    |
| Roland Garros   | –    | –    | –    | –    | –    | 2R   | –    | –    | –    |
| Wimbledon       | 3R   | F    | 3R   | KF   | –    | 2R   | 1R   | 3R   | 1R   |
| US Open         | 1R   | 2R   | KF   | KF   | KF   | 1R   | 2R   | KF   | –    |

### Gemengd dubbelspel
| toernooi        | 1966 |    | 1968 | 1969 | 1970 | 1971 | 1972 | 1973 | 1974 | 1975 | 1976 | w-v |
| --------------- | ---- | -- | ---- | ---- | ---- | ---- | ---- | ---- | ---- | ---- | ---- | --- |
| Australian Open | –    | –  | –    | g.t. | g.t. | g.t. | g.t. | g.t. | g.t. | g.t. | 0-0  |     |
| Roland Garros   | –    | –  | –    | –    | –    | –    | –    | –    | –    | –    | 0-0  |     |
| Wimbledon       | –    | –  | 2R   | 2R   | 4R   | 2R   | 3R   | 3R   | 1R   | 1R   | 7-6  |     |
| US Open         | 1R   | HF | 3R   | 2R   | –    | –    | –    | 1R   | –    | –    | 3-5  |     |